# Jean Baudoin
Jean Baudoin o Baudouin (Pradelle, 1590 – Parigi, 1650) è stato un traduttore e scrittore francese.
Membro dell'Académie française, nella quale occupò per primo il seggio numero 18, fu il primo traduttore in francese della Gerusalemme liberata di Torquato Tasso.

## Biografia
Dopo aver viaggiato in gioventù, trascorse il resto della sua vita a Parigi. Fu lettore di Margherita di Valois e poi assistente del maresciallo Louis de Marillac. Nel 1634 fu tra i fondatori dell'Académie française. Fu inviato da Maria de Medici in Inghilterra per tradurre l'Arcadia di Philip Sidney: in questo viaggio fu accompagnato da una ragazza francese che poi diventò sua moglie. Malato di gotta, viaggiò fino a tarda età, ma morì di fame e di freddo nel 1650.

## Opere

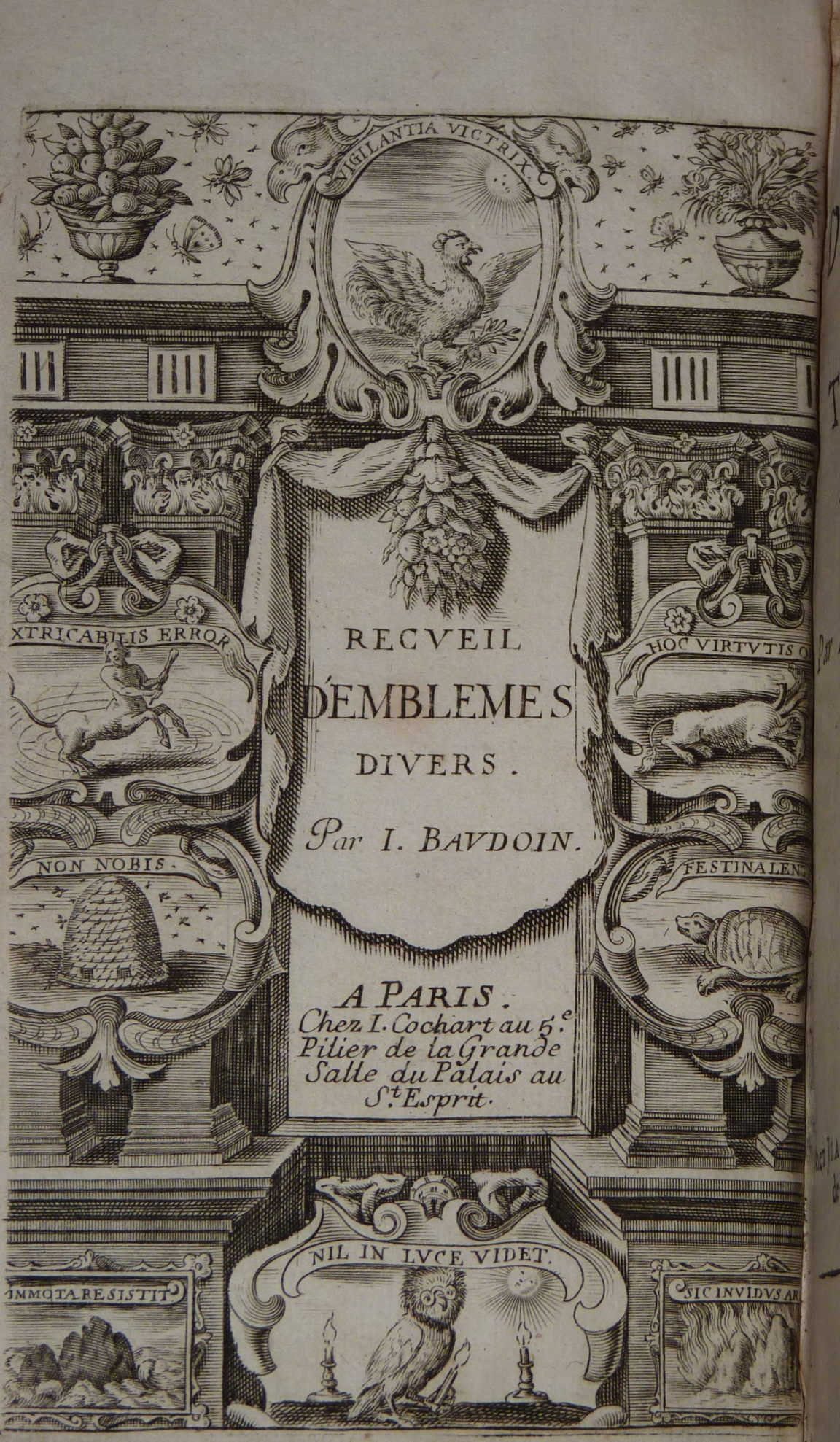
Il frontespizio di una delle opere di Baudoin, Recueil d'emblêmes

Traduttore dal latino, dall'italiano, dallo spagnolo e dall'inglese, lasciò oltre sessanta opere, tra le quali appunto numerose traduzioni. Usando in alcuni casi lo pseudonimo Antonio di Bandola, tradusse in francese le opere di autori come Giovanni Xifilino, Svetonio, Marco Velleio Patercolo, Sallustio, Tacito, Torquato Tasso, Francis Bacon, Achille Tazio, Luciano di Samosata e Arrigo Caterino Davila. Secondo i suoi contemporanei il suo capolavoro fu appunto la traduzione di un'opera di quest'ultimo, Storia delle guerre civili di Francia - (Come Enrico III facesse uccidere il duca di Guisa, Caterina de' Medici regina di Francia, Morte di Enrico III re di Francia). Discreto successo ebbe anche la sua traduzione di The Man in the Moone di Francis Godwin, che fu ristampato quattro volte e fu utilizzato per la traduzione in tedesco.